# Kościół św. Mateusza w Wewirzanach
Kościół św. Mateusza w Wewirzanach – kościół w Wewirzanach (Litwa).
Zbudowany w 1769 z fundacji Ogińskich (spotyka się informacje, że w 1639 ufundował kościół Aleksander Massalski), remontowany w latach 1819, 1882 i 1930. 
Kościół drewniany, trójnawowy, na planie krzyża, z transeptem. Prezbiterium zamknięte pięciobocznie. Kościół ma dwie zakrystie. Budynek nakryty wysokim dachem, dwukondygnacyjna wieża została dobudowana w okresie międzywojennym. Wewnątrz znajduje się 7 barokowych ołtarzy a także chór organowy wyróżniający się rzeźbionymi słupami.
Obok kościoła znajduje się wolnostojąca, murowana dzwonnica.